# トビアス・ヒーセン
グレン・トビアス・ヒーセン（Glenn Tobias Hysén, 1982年3月9日- ）は、スウェーデン・ヨーテボリ出身の元同国代表サッカー選手。ポジションはフォワード。
トビアス・ハイセン、トビアス・ヒュセンと表記されることもある。元スウェーデン代表主将のグレン・ヒーセンを父に持ち、双子のサッカー選手アレクサンデル・ヒーセンとアントン・ヒーセンは異母兄弟。曾祖父のエリック (Erik) とその叔父カール (karl) , 祖父クルト (Kurt) もサッカー選手だった。

## 経歴

### 生い立ち
外科系看護師の母シャシュティン (Kerstin) とPSVアイントホーフェンやリヴァプールFC等で活躍した元スウェーデン代表DFの父グレン・ヒーセンの下に生まれ、3歳下に妹のハルロット (Charlotte) がいる。妹が誕生してから程なく両親が離婚し、その後、父グレンが再婚したことで双子のアレクサンデルとアントンと妹のアニー (Annie) を持つことになった。また、幼少期は、父のサッカー選手としてのキャリアから故郷ヨーテボリからオランダのアイントホーフェンに移住していた。
その後、従兄弟が所属していたこともあり、1986年にスウェーデンのウッブールツIFでキャリアを始め1988年まで在籍。その後、ルンドビーIFに3年在籍し、リンドホルメンで生活していた関係からリンドホルメンスBKに籍を移し3年在籍。1995年から再びルンドビーIFへ戻りで4年間在籍した。

### 初期
1999年からBKヘッケンと契約 し、翌2000年にデビュー。この年は1試合のみの出場に終わり、2001年には出場機会を増やすもクラブは2部へ降格。2002年は全30試合中25試合7得点と中心選手として頭角をあらわし、2003年も定期的に活躍していたが、シーズンを3位で終了した末の昇降格プレーオフでGIFスンツヴァルに敗れ昇格を果たせなかった。

#### ユールゴーデン

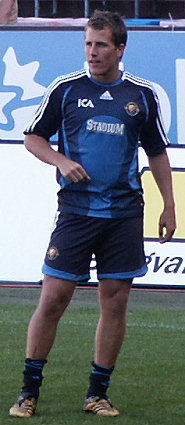
2006年8月にユールゴーデンIFで練習するヒーセン

2004年に1部のユールゴーデンIFへ移籍金200万スウェーデン・クローナの4年契約で加入。ユールゴーデンでの1年目でIFKヨーテボリとのスウェーデンカップ決勝に到達すると、ヨハン・アーネングに1得点奪われたものの、ダニエル・スヨリュンドの2得点とマティアス・コンチャの1得点で3-1とし、自身初タイトルを獲得。翌2005年には、1試合を除く29試合に出場し初リーグ優勝を経験。それから1週間後に行われたオトヴィダベリFFとのカップ戦決勝を2-0で制し2連覇にして、リーグとカップの2冠を達成。初出場となったUEFAチャンピオンズリーグ 2004-05予選3回戦イタリア セリエAのユヴェントスFCとの第1戦で得点を挙げ、2-2で引き分けに持ち込んだ ものの最終的に2試合合計6-3で敗れ本大会進出を逃した。この試合をヒーセンは、アレッサンドロ・デル・ピエロ, ジャンルカ・ザンブロッタ, ダヴィド・トレゼゲ, ジャンルイジ・ブッフォンらとのマッチアップは、キャリア最大の経験にして絶対に忘れられないものと後に回顧している。ユヴェントスに敗れたことで出場することになったUEFAカップ2004-051回戦オランダ エールディヴィジのFCユトレヒト戦では第1戦で0-4で敗れるも、第2戦でヒーセンは2得点挙げる活躍を見せ3-0と勝利に貢献するも、2試合合計3-4で敗れ早期敗退となった。また、2005-06にはデンマーク・スーペルリーガ, ノルウェー エリテセリエン, スウェーデン アルスヴェンスカンのスカンディナヴィア3ヶ国によるロイヤルリーグで優勝を逃したものの、FCミッティラントのクラウス・ケアーゴと共に6得点を挙げ得点王に輝いた。
ヒーセンは利き足が左足なため左WGとしてキャリアを始め、スウェーデン代表でも主にWGとして起用されているにもかかわらず、ユールゴーデンへ移籍してからは時折CFとして起用され、IFKヨーテボリでも同様の起用をされている。

#### サンダーランド
2006年8月23日にイングランド2部のサンダーランドAFCへ移籍金170万ポンドで加入。デビュー戦となった同月28日のウェスト・ブロムウィッチ・アルビオンFC（2-0勝利）では左サイドで先発出場を果たし、47分にニール・コリンズの得点をフリーキックでアシストしたが、ロイ・キーン監督の下ではロス・ウォレスの後塵を拝していた。それにもかかわらず、9月16日のレスター・シティFC戦（ホーム1-1）で途中出場するとすぐさま初得点を挙げ、2007年1月1日にも同相手（アウェイ2-0勝利）に得点を挙げた。シーズン終了後にクラブあ2部を制し1部昇格が決定したものの、ヒーセンは翌年1月に子供が誕生する関係から母国スウェーデンへ戻ることを申し出、退団が決定した。

#### ヨーテボリ
FCフローニンゲンに移籍したマルクス・ベリの後釜として、2007年8月下旬に移籍金非公開・2011年までの契約でアルスヴェンスカンのIFKヨーテボリへ加入。これで同クラブでプレーする5人目のヒーセン家となった。同年は途中加入のこともあり僅か6試合出場だったものの、自身2度目となるアルスヴェンスカン優勝を経験。しかし、カップ戦は決勝戦でカルマルFFに0-3で破れ2冠とはいかなかった。翌2008年は全30試合に出場とレギュラーの地位を確立。リーグ戦は3位に終わったが、昨季と同じカルマルFFとのカップ戦決勝ではPK戦の末5-4で勝利し昨季の借りを返すことに成功した。2009年は18得点でライバルクラブであるGAISのブラジル人ワンデルソンと共に得点王となり、好調なシーズンを送ったものの、クラブはリーグ, カップ共にAIKソルナに次ぐ2位に終わり、惜2連覇とはならなかった。2010年はシーズンを通して数度の軽傷に見舞われるも、10得点を挙げ2桁にのせることに成功。2011年には元同僚マティアス・ラネーギーの21得点に次ぐ29試合16得点で得点ランク2位となり、この数シーズン活躍したことからリーグ最高の選手の1人として考えられるようになった。その結果、同年7月にベルギー1部のクラブ・ブルッヘからオファーが届くもそれを拒否し、クラブと契約を4年延長した。

#### 上海東亜/上海上港
2014年、中国の上海東亜足球倶楽部に完全移籍した。

### 代表
2002年から2004年まで選出されていたU-21代表では、2002年2月13日のU-21ギリシャ戦（0-3敗北）で65分にパトリック・ヨンソン（Patrik Jönsson）と交代出場でデビュー。2003年11月にUEFA U-21欧州選手権2004予選プレーオフのU-21スペイン戦（2試合合計3-1勝利）で1得点を挙げる 活躍を見せ、チームの本大会進出に貢献。本大会では次々と勝ち上がっていき準決勝に到達。最終的にU-21セルビア・モンテネグロとU-21ポルトガルに敗れ最終的に4位となったが、サイドの中心選手としてステファン・イシザキ, ヨハン・エルマンデル, フレドリック・ステアマンら共にチームに貢献した。
2005年1月に韓国との親善試合でラーシュ・ラーゲルベック監督の下、A代表初出場を記録。2009年6月8日にヘンリク・ラーションの弟が逝去したことで、2010 FIFAワールドカップ・ヨーロッパ予選のマルタ戦前に同選手の離脱が決定したため緊急追加の形でラーゲルベック監督率いる代表に約3年ぶりに招集され、78分にマルクス・ベリと代わり途中出場した。2011年及びUEFA EURO 2012予選になると、エリック・ハムレーン監督の下で定期的に招集され6試合4得点と結果を残したことから、本大会のメンバーに選出された。

## タイトル

### クラブ
ユールゴーデンIF
- アルスヴェンスカン：1回 (2005)
- スウェーデンカップ：2回 (2004, 2005)

サンダーランドAFC
- フットボールリーグ・チャンピオンシップ：1回 (2006-07)

IFKヨーテボリ
- アルスヴェンスカン：1回 (2007)
- スウェーデンカップ：1回 (2008)

### 個人
- ロイヤルリーグ得点王：1回 (2005-06)
- アルスヴェンスカン得点王：1回 (2009)
- スウェーデン年間最優秀新人賞：1回 (2004[19])